# Machimus fortis
Machimus fortis är en tvåvingeart som först beskrevs av Friedrich Hermann Loew 1849.  Machimus fortis ingår i släktet Machimus och familjen rovflugor. Inga underarter finns listade i Catalogue of Life.